# Lodewijk III Berthout van Berlaer

Familiewapen
Berthout van Berlaer

Lodewijk III Berthout van Berlaer (1310-1346) was de zoon van Jan II Berthout van Berlaer en Elisabeth van den Berghe. Hij volgde Jan II in 1328 op als heer van Helmond. Hij bleef dit tot zijn dood in 1346.
Lodewijk trouwde omstreeks 1320 met Johanna van Dinther. Hun zoon was Walraven van Berlaer, die omstreeks 1330 geboren is en Lodewijk in 1346 opvolgde als Heer van Helmond. Hij was waarschijnlijk de initiatiefnemer tot de bouw van het Kasteel Helmond, waarvan de bouw vermoedelijk tussen 1331 en 1335 is gestart. Ten behoeve van de bouw sloot hij een lening af waarbij het kasteel als onderpand diende.
Lodewijk werd begraven te Roosendaal.